# Guayas (voilier)
Le BAE Guayas (BE-21) est un trois-mâts barque qui sert de navire-école à la Marine équatorienne.

Il a été lancé en 1976, entre en service en 1977 et porte les armoiries de l'Équateur.

## Histoire
Il fait partie des grands voiliers construits par les chantiers navals espagnols de Bilbao : le Guayas pour l'Équateur, le Gloria pour la Colombie, le Simón Bolívar pour le Venezuela et le Cuauhtémoc pour le Mexique. Ces quatre voiliers sont similaires au Gorch Fock I allemand de Blohm & Voss des années 1930.
Il a participé au Tall Ships' Races de Toulon en 2007.